# 國家軍事博物館
國家軍事博物館是一座將坐落於台北市中山區大直的國家級軍事博物館，為地下3層，地上7層的鋼骨造建築物，樓高35.55公尺，總樓地板面積為5萬8,348平方公尺，造價53.4億新臺幣。
2015年10月24日中華民國國防部指出，國家軍事博物館完工後，將與圓山大飯店、國民革命忠烈祠、經國七海文化園區及國立故宮博物院等構連成歷史文化觀光帶，為中華民國帶來更多的文化、社會、教育與經濟各方面的正面效益。預計於2025年完工，2026年開館。

## 沿革
- 2015年7月13日行政院核定新建「國家軍事博物館」，取代前身的國軍歷史文物館，並將館內展品全部遷入國家軍事博物館。同年10月24日國防部舉辦「新建國家軍事博物館宣告典禮」，預計以8年時間於台北市中山區大直新址（國防部空軍司令部對面空地）建造總面積達1萬5,000餘坪建物，展示中華民國國軍建軍歷程、國軍保家衛國戰史及相關武器裝備，並將軍事人物志、現代化國軍、全民國防、災害防救、眷村文化等元素納入[6]。
- 2021年6月26日由國防部邱國正部長主持動土典禮

## 樓層規劃
| 樓層 | 用途        |
| ---- | ----------- |
| 7    | 展廳        |
| 6    | 展廳        |
| 5    | 展廳        |
| 4    | 展廳        |
| 3    | 展廳        |
| 2    | 展廳        |
| 1    | 特展廳      |
| B1   | 停車場 庫房 |
| B2   | 停車場 庫房 |
| B3   | 停車場 庫房 |

## 來源
1. ↑  . 蘋果日報. 2019-10-23  [2019-10-27] （中文）.[]
2. ↑  . 自由時報. 2025-05-08.
3. ↑  新聞稿. . 中華民國國防部. 2015-10-24  [2018-03-27]. （原始内容存档于2019-08-02） （中文）.
4. ↑  .   [2018-03-27]. （原始内容存档于2018-03-27）.
5. ↑  . 自由時報. 2023-05-15  [2023-11-14]. （原始内容存档于2023-11-14）.
6. ↑  李人岳. . 聯合報. 2025-02-05  [2025-03-29]. （原始内容存档于2025-02-09） （中文（臺灣））.